# سرير طبقي

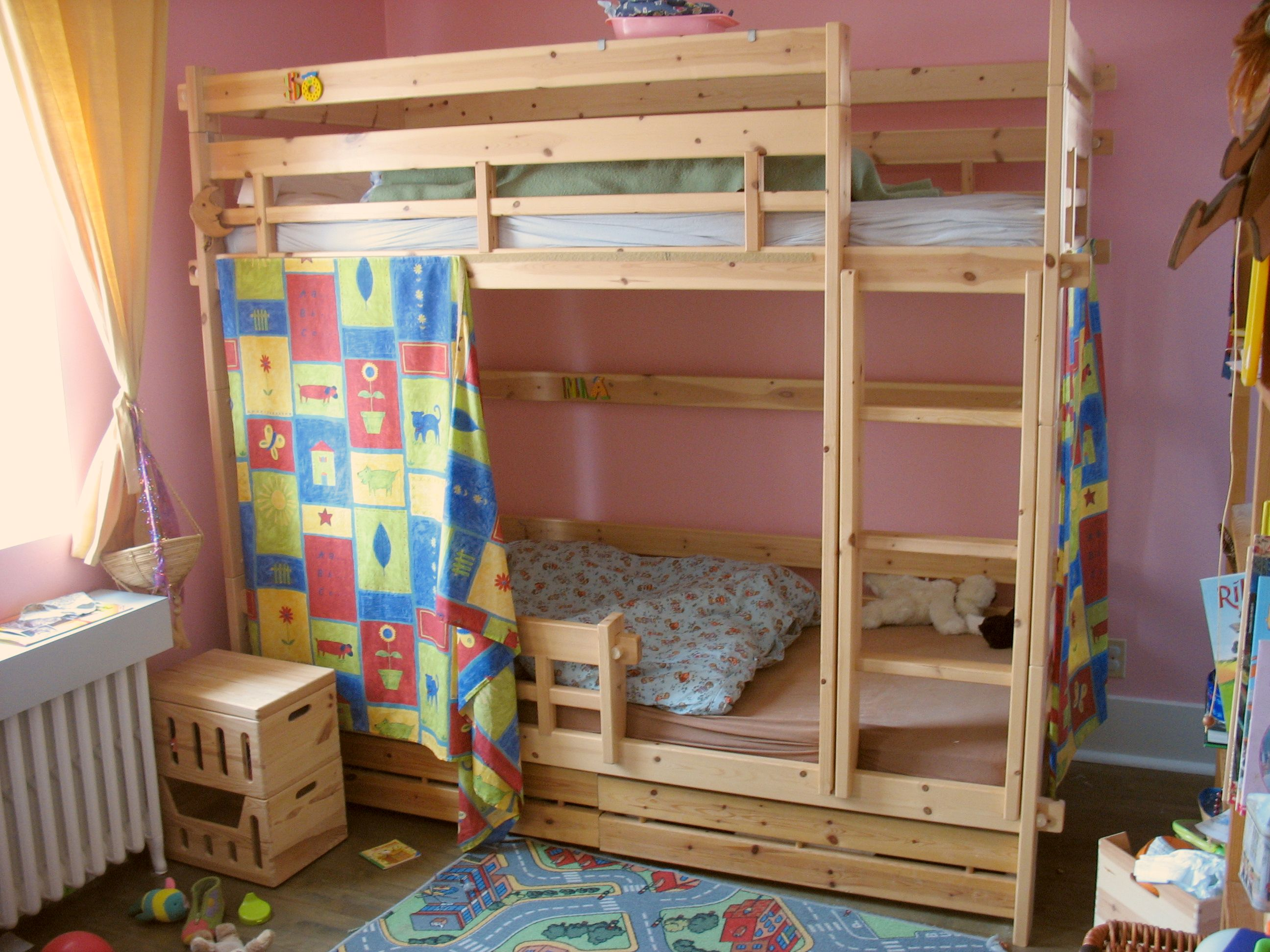
سرير طبقي، ويتكون من سريرين.

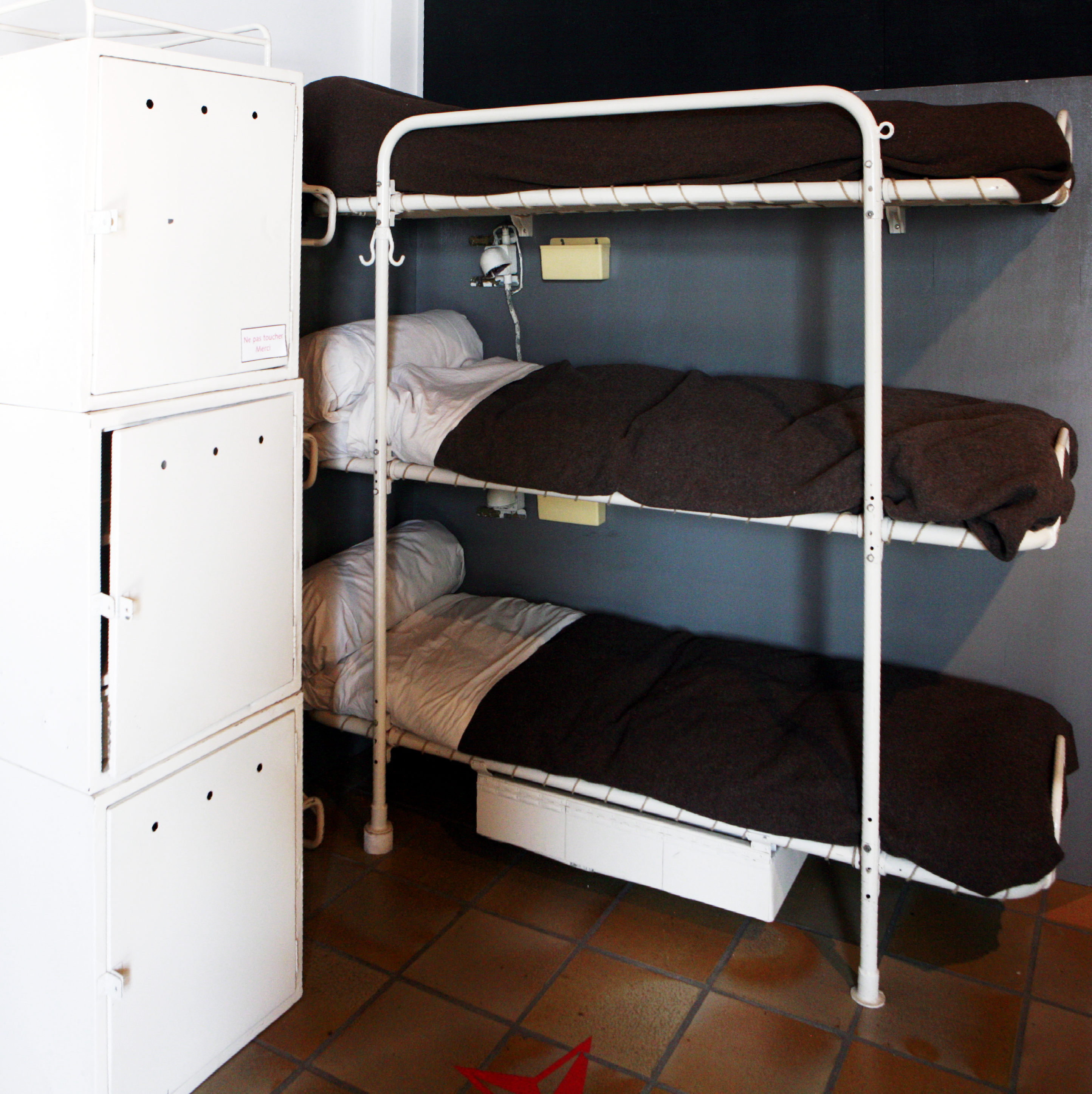
سرير طبقي في حاملات طائرات كليمنصو (حاملة طائرات).

السرير الطبقي (الجمع: أَسِرَّة طَبَقِيَّة) أو سرير طوابق هو نوع من الأسرّة، والتي تتكون من طبقة سرير فوق طبقة أخرى. طبيعة هذه النوعية من الأسِرّة تسمح لشخصين أن يناموا في نفس الغرفة و في نفس الوقت توفر زيادة في المساحات الفارغة في مساحه الغرفة. و لذلك تستخدم هذه النوعية من الاسِرّة عادة في الأماكن أو الغرف التي تكون فيها مساحة الأرضية محدودة أو ضيقة. مثل : السكن المدرسي وغرف المخيمات الصيفية وبيوت الشباب وغرف الأطفال وزنزانات السجناء ومجمعات السكن الجامعي.
الأسرّة الطبقية عادة تدعم بأربعة أعمدة أو قوائم، واحد منها في كل ركن من أركان السرير، ويستخدم سلم عادة للصعود للسرير العلوي الثاني. وعادة يحيط حول السرير العلوي سور لمنع النائم من السقوط على الأرض. بعض النماذج أيضا يكون لها ستارة للخصوصية توضع حول السرير السفلي وذلك لحاجة الصعود إلى السرير العلوي، لا ينصح بالسرير العلوي للأطفال دون سن السادسة .
سرير العلية هو سرير مرتفع مشابهه للسرير الطبقي ولكن من دون سرير سفلي وذلك لتحرير مساحة أكبر لوضع قطع الأثاث الأخرى مثل: (طاولة مكتب) والتي قد تكون مدمجة بأسفل سرير العلية.

## الأنواع
النوع الأكثر شيوعًا هو السرير الطبقي العادي ( standard bunk bed) الذي يتكون من مرتبتين اثنتين لهما نفس الحجم موضوعة الواحدة فوق الأخرى. (twin over full bunk bed) هو نوع من الأسرّة مشابه للسرير الطبقي العادي إلا أن الفراش السفلي يكون بحجم كبير والفراش العلوي يكون أصغر في الحجم . (futon bunk) هو نوع من الأسرة أيضا يتم تنظيمه كسرير طبقي عادي إلا أن السرير السفلي يكون على شكل أريكة على النمط الغربي ويمكن تحويله إلى سرير عادي بدلا من أن يكون فراشا عاديا. أيضا هذه النوعيه من الأسرّة يتم استخدامها لتوفير مساحة أكبر في الشقق والغرف الصغيرة لأن السرير السفلي في هذا النوع من الأسرّة يمكن تحويله إلى أريكة ليتم استخدامها خلال النهار. في الأسرّة من نوع (L-shape bunk) السرير السفلي موجهه زوايته اليمنى للسرير العلوي بحيث عندما ينظر إلى الأسرّة من الأعلى فإنها تكون حرف L. و هذا التصميم يخلق فجوة صغيرة لوضع مكتب أو رف كتب.
سرير (loft bed) يشابهه كثيرا السرير الطبقي العادي إلا أنه يختلف معه في أنه يحتوي على سرير علوي فقط، وذلك لينشئ مساحة مفتوحة فارغة في الأسفل والتي يمكن شغلها بخزينة أو أدراج أو حتى قد تصلح لمنطقة عمل . وكل هذه المميزات تجعل هذه النوعية من الأسرة ذات كفاءة في الاستخدام خاصة في المساحات الضيقة من خلال الاستفادة من كامل المساحة العمودية والتي دائما تترك غير مستخدمة. بعض النوعيات من هذه الأسرّة قد تحتوي سرير مدولب مع الحفاظ على ميزة القدرة على احتواء منطقة للعمل وأيضا وجود الأدراج . بعض هذه النوعيات من الأسرّة أكثر تكلفة من الأسرّة الطبقية العادية نظرا لسعة التخزين المدمجة وغيرها من المميزات .
السرير ذو الثلاث طبقات (triple loft bed) هو سرير يحتوي على ما مجموعة ثلاثة سرر أو طبقات. هذه الثلاثة أسرّة عبارة عن مزيج من أكثر من نوع من أنواع الأسرّ’ المختلفة. حيث أن السرير من نوع (loft bed) يعلق عموديا على سرير طبقي ليشكل حرف L .
الأسرّة الطبقية (Bunk beds) تتراوح في السعر بين نماذج اقتصادية مصنوعة من معدن أو من البلاستيك الصلب أو إطارات من الخشب اللين والتي تدعم المراتب بواسطة أسلاك معدنية ومعلق مزود بنابض موصل بنماذج مكلفة مصنوعة من الخشب الصلب الذي تجهّز به الأدراج والأرفف و غيرها من الملحقات . البعض يصنعون أسرّتهم الطبقية بأنفسهم من ألواح خشبية وسحابات إما من البداية أو باستخدام خطط أو تصميمات حصلوا عليها جاهزة من قبل.

## السلامة
الجزء العلوي في السرير الطبقي قد يحاط بقضبان آمنه للحفاظ على المستخدم من الدحرجة خارج السرير والسقوط على الأرضية أثناء النوم . و قد تضاف هذه الميزه للاسره التي لا تحتوي على هذه الانواع من القضبان لتكون أكثر آمنا وسلامه .
يتم تحديد معايير السلامة وغيرها من المعايير للاسره الطبقيه (Bunk beds) من قبل : اللجنة الاوربية لتوحيد المعايير standard BS EN 747-1:2007; الجمعية الأمريكية لاختبار المواد standard ASTM F1427-07; معايير أستراليا and معايير نيوزيلندا standard AS/NZS 4220:2003; المنظمة الدولية للتوحيد القياسي standard ISO 9098-1:1994. و هنالك معايير اختبار ذات صلة .